# Сволвер
Сво̀лвер (на норвежки: Svolvær) е град в Северна Норвегия. Разположен е на остров Ауствогьоя във фиорда Хадселфьор на Норвежко море във фюлке Норлан на около 1000 km северно от столицата Осло. Главен административен център е на община Воган. Има малко пристанище и летище. Население 4164 жители според данни от преброяването към 1 януари 2008 г.

## Побратимени градове
- Анкона, Италия